# Eugène Delouche
Pour les articles homonymes, voir Delouche.
 (juin 2015).
Eugène Delouche (pseudonyme occasionnel : Luis Passio d’Inez) est un clarinettiste français, né le 28 mars 1909 dans la commune du Marigot (anciennement Fond d'Or) en Martinique et décédé le 9 août 1975 dans le 18e arrondissement de Paris.

## Biographie
Adolescent, il fait son apprentissage dans la cordonnerie puis il étudie ensuite à l’école des Arts et Métiers de Fort-de-France.
Très tôt, il a l’amour de la musique et du chant. Il apprend tout d'abord le violon, mais après avoir entendu jouer Alexandre Stellio, il adopte la clarinette.
Aidé par une excellente oreille et à force de travail, il fait seul son apprentissage tout à la fois de l'instrument, du rythme et du style créole martiniquais et de la composition.
En 1928, il assure quelques remplacements dans l'orchestre du cinéma Gaumont de Fort-de-France.
En 1929, il prend la direction de l'orchestre du cinéma Gaumont de Fort-de-France.
Fin 1931, il arrive à Paris et joue au cabaret 'La Boule Blanche' en compagnie du banjoïste Robert Charlery, du batteur Bernard Zelier et du pianiste Victor Collat.
Début 1932, premiers disques de "l'orchestre typique martiniquais Charlery-Delouche" chez Odéon.
De fin 1932 et jusqu’en 1935, il décroche divers contrats dans la plupart des orchestres et cabarets parisiens puis il jouera en Tunisie, à Rome et à Vienne.
En 1935, il est de retour à la Martinique pour participer aux fêtes du " tricentenaire ".
Durant l'année 1935, il se met au saxophone et ajoute le jazz à son répertoire. Il forme son propre groupe "l'Orchestre Del's Jazz Biguine" comprenant : Pollo Malahel (guitare solo), German Araco (contrebasse), René Léopold (piano), R. Alexis (guitare accompagnement), Robert Mommarché (batterie) et lui-même à la clarinette.»
De 1932 à 1937, il enregistre pour Odéon, Pathé, Ultraphone, Gramophone et La voix de son maitre sous les noms de "L'orchestre typique martiniquais" ou du "Del's jazz Biguine".
De 1939 à 1942, il joue avec les Feli's Boys du chef d'orchestre guadeloupéen Félix Valvert au dancing de la Coupole à Montparnasse.
À partir de 1942 et jusqu'en 1944, Il travaille comme facteur d'orgues le jour et musicien dans divers orchestres, le soir.
Après la Libération, il reprend son métier de musicien à plein temps. Bon compositeur de biguine et de mazurka, il se fait une réputation de maître en ce qui concerne la valse créole.
En 1950, il est admis à la SACEM et dépose le pseudonyme "Luis Passio d'Inez" pour certaines de ses compositions.
En 1951, il se lance dans l'édition de sa musique, Il retranscrit, grave, imprime, diffuse lui-même toutes ses œuvres et fonde "Les Disques RITMO" (78 tours).
En 1953, il participe au carnaval de la Martinique. À cette occasion, il découvre le jeune David Martial qu'il incitera à venir se lancer à Paris.
Fin 1953, il enregistre ses derniers 78 tours à Paris.
En 1957, il enseigne la clarinette à Gérard Tarquin, fondateur de l'orchestre "Les Haricots Rouges".
Jusqu'en 1970, il se produit en musicien individuel dans diverses formations pendant une quinzaine d'années, animant bals, spectacles et galas. Il se rend régulièrement à la Martinique notamment à l'occasion des Carnavals.
Dans ses dernières années, en retrait de la musique, Eugène Delouche s'est reconverti dans la profession de chauffeur de taxi. 
Victime d'un malaise à son domicile où il vivait seul à Saint-Ouen, il est décédé le 9 août 1975. Il fut enterré au cimetière de la Levée à Fort-de-France en Martinique.

## Discographie
Eugène Delouche a laissé une abondante production phonographique, 58 faces de 78 tours enregistrées de 1932 à 1938 pour quatre marques de disques. Mais aussi 21 disques 78 tours étalés de 1951 à 1953 et numérotés de 1 à 22. enregistrés avec son orchestre "Del’s Jazz Biguine".

### Avant 1975
| 1951 |  | LA FIGUIÉ                                   |  |  |  | Biguine         |  |  |  | Ed. RITMO N° 1 |  | Face A |
| 1951 |  | VOISINE EN MOIN                             |  |  |  | Biguine         |  |  |  | Ed. RITMO N° 1 |  | Face B |
| 1951 |  | DEUX RIVALES (Les)                          |  |  |  | Biguine         |  |  |  | Ed. RITMO N° 2 |  | Face A |
| 1951 |  | GUARACHA DE AMOR                            |  |  |  | Guaracha        |  |  |  | Ed. RITMO N° 2 |  | Face B |
| 1951 |  | RETOUR AU PAY                               |  |  |  | Biguine         |  |  |  | Ed. RITMO N° 3 |  | Face A |
| 1951 |  | TES YEUX !                                  |  |  |  | Valse           |  |  |  | Ed. RITMO N° 3 |  | Face B |
| 1951 |  | VIENS DONC DANSER                           |  |  |  | SamBa           |  |  |  | Ed. RITMO N° 4 |  | Face A |
| 1951 |  | LAETITIA                                    |  |  |  | Mazurka créole  |  |  |  | Ed. RITMO N° 4 |  | Face B |
| 1952 |  | MARTINIQUE                                  |  |  |  | Boléro          |  |  |  | Ed. RITMO N° 5 |  | Face A |
| 1952 |  | GIL MAMBO                                   |  |  |  | MamBo           |  |  |  | Ed. RITMO N° 5 |  | Face B |
| 1952 |  | AFTER THE RAIN                              |  |  |  | Blues           |  |  |  | Ed. RITMO N° 6 |  | Face A |
| 1952 |  | LAST SPLEEN                                 |  |  |  | Slow            |  |  |  | Ed. RITMO N° 6 |  | Face B |
| 1952 |  | MINA                                        |  |  |  | Boléro          |  |  |  | Ed. RITMO N° 7 |  | Face A |
| 1952 |  | REVERIE                                     |  |  |  | Boléro          |  |  |  | Ed. RITMO N° 7 |  | Face B |
| 1952 |  | TI RORO                                     |  |  |  | Biguine         |  |  |  | Ed. RITMO N° 8 |  | Face A |
| 1951 |  | MAGDALENA MIA                               |  |  |  | Valse           |  |  |  | Ed. RITMO N° 8 |  | Face B |
| 1952 |  | DÉPI OU QUITTÉ MOIN (version instrumentale) |  |  |  | Biguine         |  |  |  | Ed. RITMO N° 9 |  | Face A |
| 1952 |  | SOIS PATIENTE                               |  |  |  | Valse           |  |  |  | Ed. RITMO N° 9 |  | Face B |
| 1953 |  | RITMO DANCE                                 |  |  |  | Guaracha        |  |  |  | Ed. RITMO N°10 |  | Face A |
| 1953 |  | COUP D'BATON                                |  |  |  | Biguine         |  |  |  | Ed. RITMO N°10 |  | Face B |
| 1953 |  | MATINICA MAMBO                              |  |  |  | MamBo           |  |  |  | Ed. RITMO N°11 |  | Face A |
| 1953 |  | MISSIÉ                                      |  |  |  | Biguine-calypso |  |  |  | Ed. RITMO N°11 |  | Face B |
| 1953 |  | CÉ FILON                                    |  |  |  | Biguine         |  |  |  | Ed. RITMO N°12 |  | Face A |
| 1953 |  | NADHIA                                      |  |  |  | SamBa           |  |  |  | Ed. RITMO N°12 |  | Face B |
| 1953 |  | ÉDOUARLISE                                  |  |  |  | Biguine         |  |  |  | Ed. RITMO N°14 |  | Face A |
| 1953 |  | SHELL X 100                                 |  |  |  | Biguine         |  |  |  | Ed. RITMO N°14 |  | Face B |
| 1953 |  | FEMM' DÉLAISSÉE                             |  |  |  | Biguine         |  |  |  | Ed. RITMO N°15 |  | Face A |
| 1953 |  | BABY BAïON                                  |  |  |  | Baïon           |  |  |  | Ed. RITMO N°15 |  | Face B |
| 1953 |  | ÇA QUI FÉ ÇA                                |  |  |  | Biguine         |  |  |  | Ed. RITMO N°16 |  | Face A |
| 1953 |  | DESPUES DE TU ABANDONO (version espagnole)  |  |  |  | Boléro          |  |  |  | Ed. RITMO N°16 |  | Face B |
| 1953 |  | MADININA                                    |  |  |  | Biguine         |  |  |  | Ed. RITMO N°17 |  | Face A |
| 1953 |  | MANGO ZO                                    |  |  |  | SamBa           |  |  |  | Ed. RITMO N°17 |  | Face B |
| 1953 |  | LA MAZOUK EN AVANT                          |  |  |  | Mazurka         |  |  |  | Ed. RITMO N°18 |  | Face A |
| 1953 |  | MALANGUA                                    |  |  |  | SamBa           |  |  |  | Ed. RITMO N°18 |  | Face B |
| 1953 |  | L'HOMME SANS TETE                           |  |  |  | Biguine         |  |  |  | Ed. RITMO N°19 |  | Face A |
| 1953 |  | CASITA                                      |  |  |  | Boléro          |  |  |  | Ed. RITMO N°19 |  | Face B |
| 1953 |  | EN TI PUNCH                                 |  |  |  | Biguine         |  |  |  | Ed. RITMO N°20 |  | Face A |
| 1953 |  | RAYO DE SOL                                 |  |  |  | Boléro          |  |  |  | Ed. RITMO N°20 |  | Face B |
| 1953 |  | TI CHABINE MANZÉ TITINE LA                  |  |  |  | Biguine         |  |  |  | Ed. RITMO N°21 |  | Face A |
| 1953 |  | AGE ATOMIQUE (L')                           |  |  |  | Mazurka         |  |  |  | Ed. RITMO N°21 |  | Face B |
| 1953 |  | PORQUE MANOLO                               |  |  |  | Paso-doBle      |  |  |  | Ed. RITMO N°22 |  | Face A |
| 1953 |  | LOIN DE MON ILE                             |  |  |  | Valse           |  |  |  | Ed. RITMO N°22 |  | Face B |
| 1953 |  | DÉPI OU QUITTÉ MOIN (version chantée)       |  |  |  | Biguine         |  |  |  | Ed. RITMO N°23 |  | Face A |
| 1953 |  | DESPUES DE TU ABANDONO (version française)  |  |  |  | Boléro          |  |  |  | Ed. RITMO N°23 |  | Face B |

### Après 1975
La liste suivante est un inventaire chronologique non exhaustif de productions dans lesquelles on trouve des œuvres originales numérisées ( à partir de 78 tours ou 33 tours) ou des interprétations contemporaines.

| 1990 |  | EUGENE DELOUCHE : VOLUME 1 (SULLY CALLY PRODUCTION COLLECTION PATRIMOINE) |
| 1992 |  | EUGENE DELOUCHE : VOLUME 2 (SULLY CALLY PRODUCTION COLLECTION PATRIMOINE) |
| 1993 |  | BIGUINE VOL1 - BIGUINE - VALSE - MAZURKA CREOLES / 1929-1940              |
| 1993 |  | CREOLE BIGUINES FROM MARTINIQUE: AU BAL ANTILLAIS - MF3530                |
| 1994 |  | BIGUINE VOL2 - BIGUINE - VALSE - MAZURKA CREOLES / 1930-1943              |
| 1995 |  | BIGUINE VOL3 - BIGUINE - VALSE - MAZURKA CREOLES / 1930-1944              |
| 1996 |  | L'AGE D'OR DE LA BIGUINE - MF3532                                         |
| 1996 |  | MUSIC OF MARTINIQUE 1929-1950 - MF3531                                    |
| 1997 |  | SWING CARAIBE CARIBBEAN JAZZ PIONEERS IN PARIS 1929 – 1946                |
| 2005 |  | GERARD TARQUIN - CŒUR DE CHAUFFE                                          |
| 2006 |  | ORCHESTRE CLASSICS: Les deux jumeaux                                      |
| 2011 |  | BIGUINE, VALSE ET MAZURKA DES ANTILLES FRANÇAISES 1940-1966 - FA5340      |
| 2011 |  | Anthologie des musiques de danse du monde Vol2 - FA5342                   |
| 2011 |  | Del' Jazz Biguine « Les années RITMO » - FA5352                           |